# Миссисипская культура

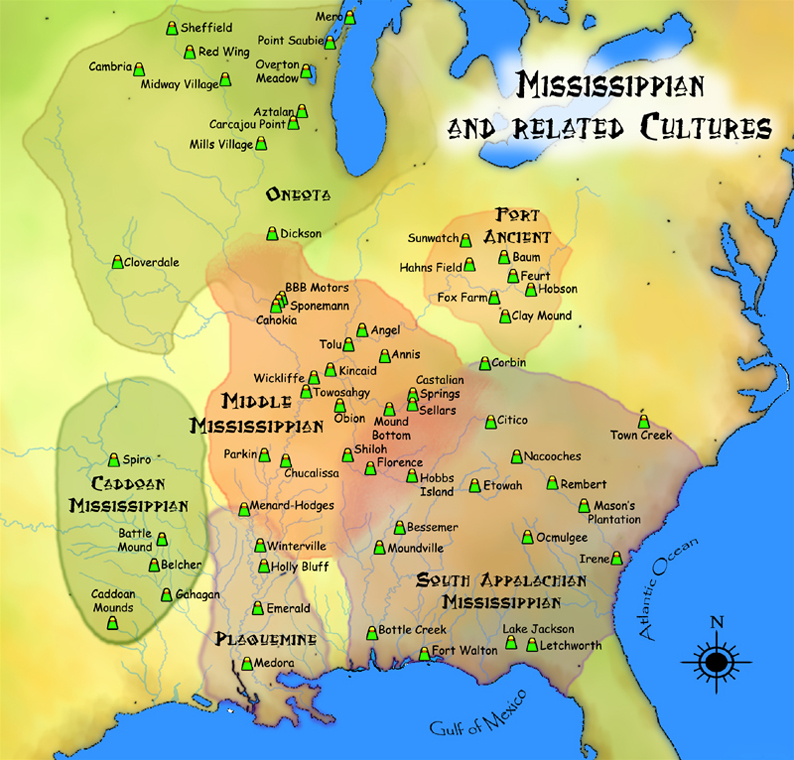
Распространение Миссисипской культуры

Миссисипская культура — крупнейшая индейская культура, существовавшая на юго-востоке США в VIII—XVI вв. Для культуры было характерно сооружение курганов. По культурному уровню миссисипская культура была сопоставима с европейскими культурами бронзового века. Относилась к комплексу американских культур, известному как «строители курганов».
Возникла в долине реки Миссисипи. Вероятно, повлияла на культуры долины реки Теннесси. Почти все датированные археологические находки миссисипской культуры относятся к датам до 1539 года (когда Эрнандо де Сото исследовал данную местность).
Культура была многонациональной по своему составу. Среди племён, входивших в состав культуры, были: алабама, апалачи, гуале, иллинивек, крики, кэддо, канза, маяими, миссури, мобилы, натчез, осейджи, куапо, шауни, тимукуа, туника-билокси, чероки, чикасо, чокто, хитчити, хоума, ючи и ямаси.

## Характеристика

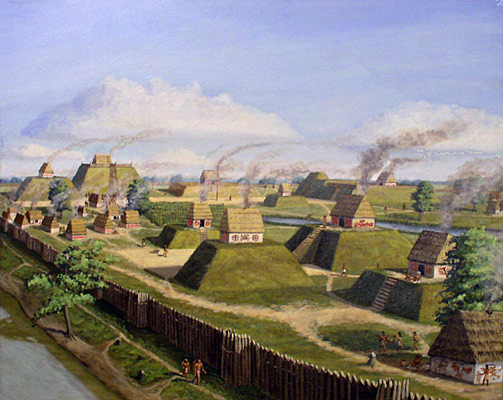
Реконструкция поселения на Кинкейдских холмах

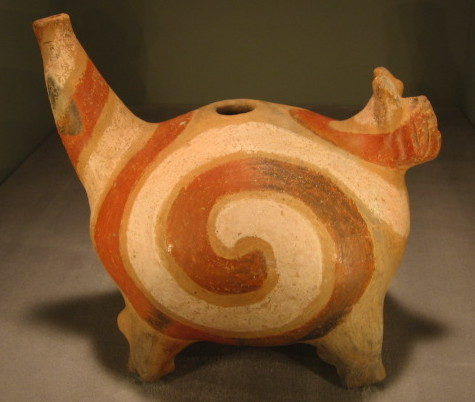
Керамический кувшин и с изображением так называемой «подводной пантеры», относящийся к миссисипской культуре. Найден в государственном археологическом парке Паркин, округ Кросс, штат Арканзас, США, датировка: 1400—1600 гг, высота 20 см

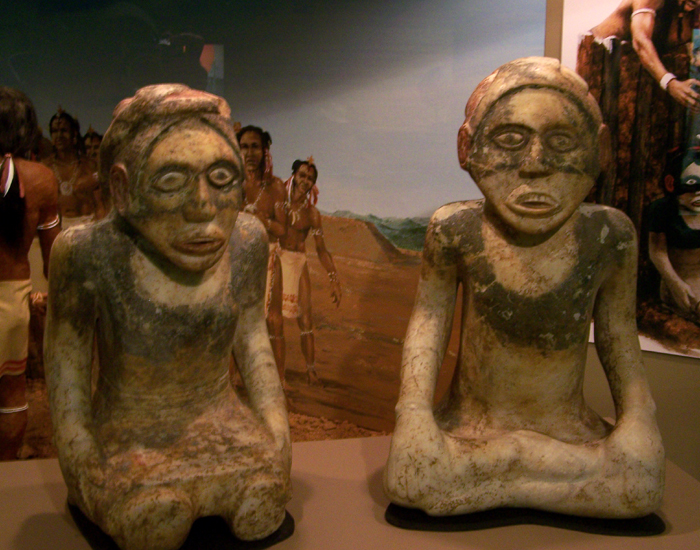
Каменные статуэтки, археологический памятник Итова-Маундз

Все народы миссисипской культуры обладали большинством из перечисленных ниже общих черт, в отличие от своих предков.
1. Сооружение курганов-пирамид с усечённой верхушкой, или курганов-платформ (Кахокия, Кинкейд-Маундз и др.). Такие курганы имели обычно квадратное, прямоугольное, реже круглое сечение. На вершинах этих курганов сооружались другие здания — жилые дома, храмы, захоронения и др.
2. Сельское хозяйство, основанное на кукурузе, в ряде случаев — широкомасштабное.
3. Внедрение и использование речных (реже морских) моллюсков в качестве добавки к керамической глине.
4. Широкие торговые сети, простиравшиеся на запад до Скалистых гор, на север до Великих озёр, на юг до Мексиканского залива, и на восток до Атлантического океана.
5. Развитие института вождества, или многоуровневой иерархии вождей, сопоставимой по многим признакам с иерархией в послеримской Англии периода многочисленных королевств.
6. Развитие и закрепление социального неравенства.
7. Централизация комбинированной политической и религиозной власти в руках нескольких людей или одного.
8. Зачатки иерархии поселений, когда один крупный центр (с погребальными курганами) имел явное влияние или власть над рядом меньших общин, которые могли иметь меньшее количество курганов или не иметь их вовсе.
9. Принятие системы верований, засвидетельствованных набором предметов в Юго-восточном церемониальном комплексе. Культ был связан с рядом ритуальных игр, таких, как чанки.

У миссисипцев не было ни письменности, ни каменной архитектуры. Они могли обрабатывать металлы, но не занимались их плавкой.

## Хронология
Миссисипская культура обычно делится на 3 или более периода. Каждый из указанных периодов определяется индивидуально для каждого региона, поскольку в разных местах он мог начаться раньше или позже, в зависимости от возникновения определённых характерных черт.
Раннемиссисипские культуры возникли в самом конце Вудлендского периода (500—1000 гг). Различные группы независимо друг от друга перешли от племенного строя к более сложному, оседлому образу жизни с централизованным управлением и развитием сельского хозяйства. Раннемиссисипский период для большинства мест датируется промежутком 1000—1200 гг.

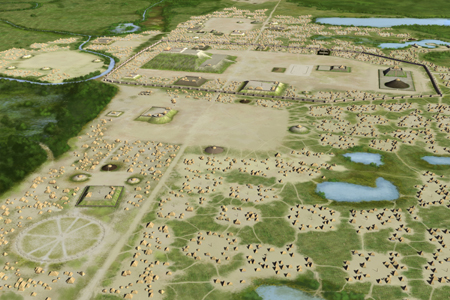
Кахокия

Среднемиссисипский период обычно рассматривается как кульминация миссисипской культуры. Образование сложной системы территорий, находящихся под управлением вождей, рядом с Кахокией, а также распространение и развитие особого искусства и символизма — характерные черты данного периода. Перечисленные черты миссисипской культуры распространились по всему региону. Для большинства мест миссисипской культуры данный период относится к 1200—1400 гг.
Поздний миссисипский период, границы которого обычно определяют с начала XV века и до контакта с европейцами, характеризуется всё возрастающими военными столкновениями, политическими беспорядками и перемещениями населения. Население Кахокии постепенно стало расселяться в другие места в период 1350—1400 гг., возможно, в другие политические центры, значение которых начало возрастать. Для этого периода характерно сооружение большего числа оборонительных сооружений, и уменьшение строительства курганов и церемониальных сооружений. Хотя в некоторых местах вплоть до контакта с европейцами сохранялись черты среднего периода миссисипской культуры, большинство мест к 1500 г. пришло в упадок или испытали серьёзные социальные катаклизмы. Данные катастрофы были связаны с глобальным климатическим изменением, так называемым Малым ледниковым периодом.

## Контакт с европейцами
Первый контакт произошёл с испанцами, которые построили в 1567 г. укрепление Форт-Сан-Хуан в Хоаре около нынешнего Моргантона в Северной Каролине. Существуют как археологические, так и документальные свидетельства данного контакта. Солдаты находились в форте около 18 месяцев (1567—1568), после чего индейцы напали на форт, сожгли его и перебили всех солдат. Археологи обнаружили в этом месте испанские предметы XVI в. Испанская попытка колонизации побережья произошла за 40 лет до высадки англичан и за 20 лет до создания «потерянной колонии» Роанок.
Интерес представляют записи Эрнандо де Сото, относящиеся к 1539—1543 гг. Он посетил много деревень, в некоторых оставался на месяц и более, при этом не все встречи с аборигенами были мирными. В ряде случаев де Сото выступал посредником в многолетних межплеменных спорах; ему удалось договориться о мире между племенами пакаха и каски. В конце концов, однако, в результате столкновений более половины испанцев и несколько сот индейцев погибло. Хроники де Сото являются одним из первых документов, где вообще упоминается миссисипская культура, и являются ценным источником информации об их образе жизни.
После поражения и бегства экспедиции де Сото миссисипцы продолжили жить традиционным образом, влияние европейцев оставалось незначительным. Несмотря на это, европейцы косвенно повлияли на восточное побережье Северной Америки. Болезни разрушили социальный уклад многих местных общин, некоторые общины завели лошадей, завезённых европейцами, и вернулись к кочевому образу жизни (Bense pp. 256—257, 275—279). Во многих местах разрушился общинный уклад и системы управления. Лишь некоторые группы сохранили в устных преданиях память о своём прошлом, об эпохе строительства курганов (например, чероки помнили об этом ещё в конце XIX в). Другие группы мигрировали в значительно удалённые от прежних мест обитания земли и забыли о своих предках, строивших курганы.

## Известные памятники
- Этова-Маундз
- Кахокия
- Кинкейд-Маундз
- Таун-Крик